# Thecla rita
Thecla rita är en fjärilsart som beskrevs av Goodson 1945. Thecla rita ingår i släktet Thecla och familjen juvelvingar. Inga underarter finns listade i Catalogue of Life.